# Argyrostrotis quadrifilaris
Argyrostrotis quadrifilaris är en fjärilsart som beskrevs av Jacob Hübner 1825. Argyrostrotis quadrifilaris ingår i släktet Argyrostrotis och familjen nattflyn. Inga underarter finns listade i Catalogue of Life.

## Bildgalleri

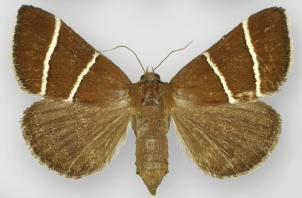
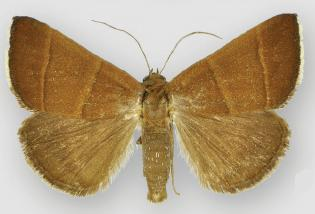
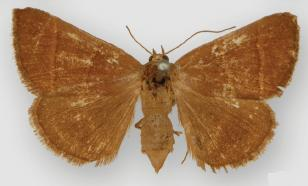